# Mulazzo
Mulazzo és un comune (municipi) de la província de Massa i Carrara, a la regió italiana de la Toscana, situat a uns 120 quilòmetres al nord-oest de Florència i a uns 35 quilòmetres al nord-oest de Massa, a la Lunigiana. A 1 de gener de 2019 la seva població era de 2.398 habitants.
Mulazzo limita amb els següents municipis: Calice al Cornoviglio, Filattiera, Pontremoli, Rocchetta di Vara, Tresana, Villafranca in Lunigiana i Zeri.